# Unidos da Vila Zimbra
Unidos da Vila Zimbra é uma escola de samba de Portugal, sediada em Sesimbra. Em sua cidade de origem, o carnaval não possui caráter competitivo. No entanto, a agremiação esteve em disputa do Troféu Nacional de Samba-enredo em 2011, 2012, e entre 2014 e 2020.

## Segmentos

### Presidentes
| Nome                | Mandato   | Ref. |
| ------------------- | --------- | ---- |
| Marcos Pinto        | 2005/2011 |      |
| Frederico Carapinha | 2011-2021 |      |
| Rita Pereira        | 2021-2025 |      |

### Diretores

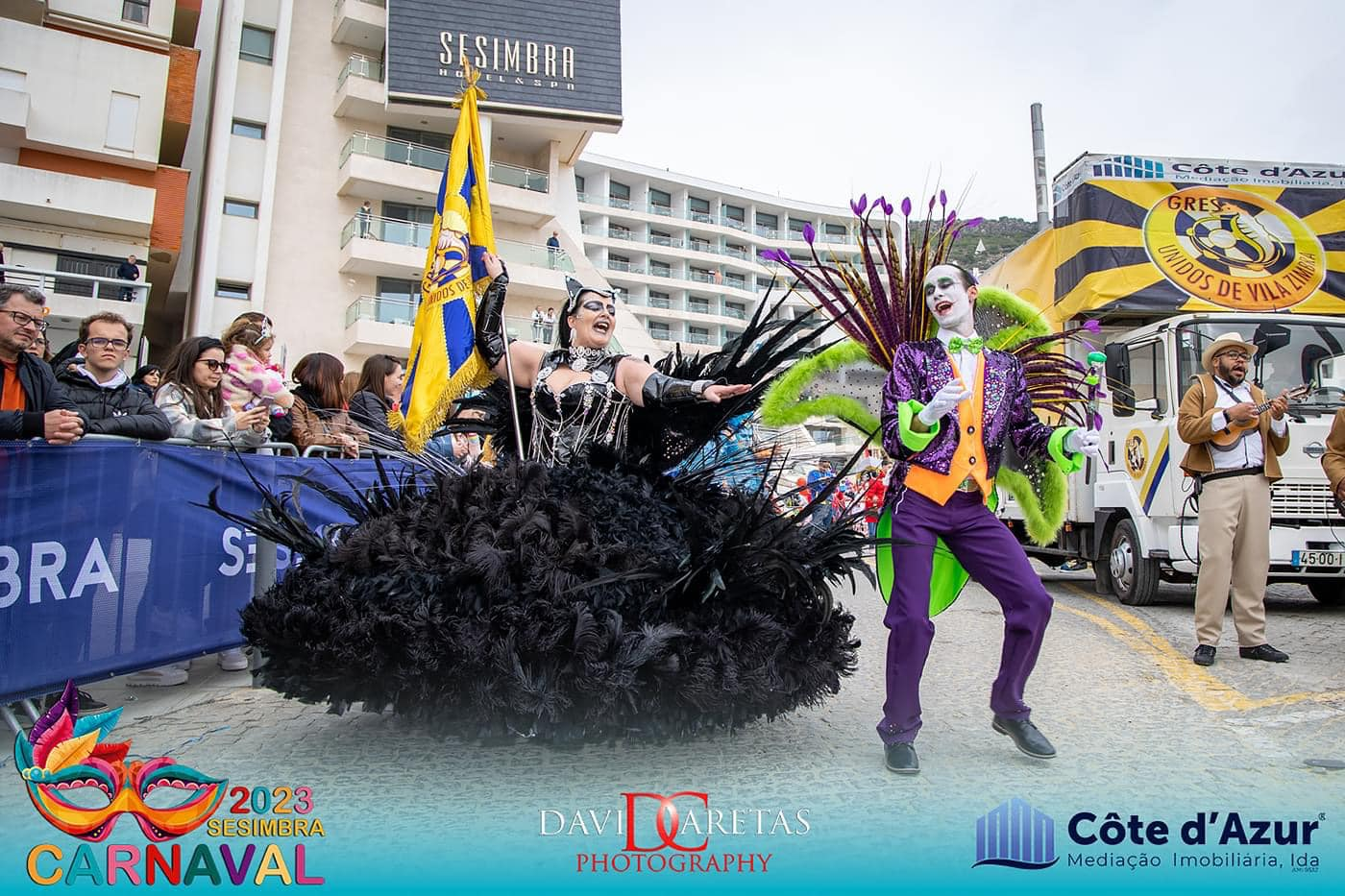
Casal Mestre Sala e Porta Bandeira

| Ano  | Diretor de Carnaval | Mestre de bateria             | Madrinha Bateria | Mestre Sala/Porta Bandeira      |
| ---- | ------------------- | ----------------------------- | ---------------- | ------------------------------- |
| 2005 |                     |                               | Patrícia Amigo   |                                 |
| 2006 |                     | Bruno Soares                  |                  |                                 |
| 2007 |                     | Bruno Soares                  |                  |                                 |
| 2008 |                     | Bruno Soares                  |                  |                                 |
| 2009 |                     | Bruno Soares                  | Filipa Pinto     |                                 |
| 2010 |                     | Bruno Soares                  | Marisa Pombo     | Pedro Loures e Ana Rita Cláudio |
| 2011 |                     | Bruno Soares                  | Ana Rita Cláudio | Tiago Rosinha e Rita Pereira    |
| 2012 |                     | Bruno Soares                  | Joana Caçoeiro   | Tiago Rosinha e Rita Pereira    |
| 2013 |                     | João Narciso                  | Joana Caçoeiro   | Tiago Rosinha e Rita Pereira    |
| 2014 |                     | João Narciso                  | Joana Caçoeiro   | Tiago Rosinha e Rita Pereira    |
| 2015 | Ana Cruz            | João Narciso                  | Filipa Sanches   | Tiago Rosinha e Rita Pereira    |
| 2016 | Ana Cruz            | João Narciso                  | Filipa Sanches   | Tiago Rosinha e Rita Pereira    |
| 2017 | Ana Cruz            | João Narciso                  | Filipa Sanches   | Tiago Rosinha e Rita Pereira    |
| 2018 | Ana Cruz            | João Narciso                  | Filipa Sanches   | Tiago Rosinha e Rita Pereira    |
| 2019 | Ana Cruz            | João Narciso                  | Filipa Sanches   | Tiago Rosinha e Rita Pereira    |
| 2020 | Ana Cruz            | João Narciso                  | Catarina Rigor   | Tiago Rosinha e Rita Pereira    |
| 2021 | ---"---             | João Narciso                  | Catarina Rigor   | Tiago Rosinha e Rita Pereira    |
| 2022 | Direção UVZ         | Miguel Gaboleiro André Flores | Catarina Rigor   | Tiago Rosinha e Rita Pereira    |
| 2023 | Joana Caçoeiro      | André Flores                  | Catarina Rigor   | Tiago Rosinha e Rita Pereira    |
| 2024 | Teresa Pereira      | André Flores                  | Catarina Rigor   | Tiago Rosinha e Rita Pereira    |
| 2025 | Teresa Pereira      | André Flores                  | Catarina Rigor   |                                 |

### Sambas
| Período | Samba Enredo             | Interprete                                                                |
| ------- | ------------------------ | ------------------------------------------------------------------------- |
| 2006    |                          |                                                                           |
| 2007    |                          |                                                                           |
| 2008    |                          |                                                                           |
| 2009    | Bruno Soares             |                                                                           |
| 2010    | Bruno Soares             |                                                                           |
| 2011    | Bruno Soares             |                                                                           |
| 2012    |                          |                                                                           |
| 2013    |                          |                                                                           |
| 2014    |                          |                                                                           |
| 2015    |                          |                                                                           |
| 2016    |                          |                                                                           |
| 2017    |                          |                                                                           |
| 2018    |                          |                                                                           |
| 2019    | João Narciso, Hugo Pinto |                                                                           |
| 2020    | Hugo Pinto               | Hugo Miguel Pinto, Ricardo Soares, Mário Fonseca , Júnior e Jorge Espada. |
| 2023    | Luís Mantorras           |                                                                           |

## Carnavais
| Unidos da Vila Zimbra | Unidos da Vila Zimbra                                           | Unidos da Vila Zimbra                                                                                        | Unidos da Vila Zimbra                                           | Unidos da Vila Zimbra                                           | Unidos da Vila Zimbra |
| Ano                   | Troféu Nacional Sambas                                          | Enredo | Carnavalesco                                                    | Ref                                                             |                       |
| --------------------- | --------------------------------------------------------------- | --- | --------------------------------------------------------------- | --------------------------------------------------------------- | --------------------- |
| 2005                  |                                                                 | |                                                                 |                                                                 |                       |
| 2006                  |                                                                 | |                                                                 |                                                                 |                       |
| 2007                  |                                                                 | |                                                                 |                                                                 |                       |
| 2008                  |                                                                 | |                                                                 |                                                                 |                       |
| 2009                  |                                                                 | Egipto | Pedro Loures                                                    |                                                                 |                       |
| 2010                  |                                                                 | Da Semente ao Grão Puro Aroma da Terra                                                                       | Pedro Loures                                                    |                                                                 |                       |
| 2011                  | 6º lugar                                                        | | Ana Cruz                                                        | [ 2 ]                                                           |                       |
| 2012                  | 9º lugar                                                        | | Ana Cruz                                                        | [ 2 ]                                                           |                       |
| 2013                  |                                                                 | | Ana Cruz                                                        |                                                                 |                       |
| 2014                  | 13º lugar                                                       | Na lembrança de todos nós, o zoo da Vila conta os 130 anos do jardim                                         | Ana Cruz                                                        | [ 2 ]                                                           |                       |
| 2015                  | 7º lugar                                                        | Se Zimbra é peixe, a Vila é samba                                                                            | Ana Cruz                                                        | [ 2 ]                                                           |                       |
| 2016                  | 10º lugar                                                       | Cabral Descobriu o mundo aplaudiu. Este é o Brasil brasileiro, país irmão do mundo inteiro                   | Ana Cruz                                                        | [ 2 ]                                                           |                       |
| 2017                  | 15º lugar                                                       | Das Profundezas energia Atlântida! Mito Fantasia ou Civilização?                                             | Ana Cruz                                                        | [ 2 ]                                                           |                       |
| 2018                  | 17º lugar                                                       | Mãe África e o Povo de Aruanda                                                                               | Ana Cruz                                                        | [ 2 ]                                                           |                       |
| 2019                  | 18º lugar                                                       | Se correr o bicho pega, se ficar o bicho come…                                                               | Ana Cruz                                                        | [ 1 ] [ 2 ]                                                     |                       |
| 2020                  | 20º lugar                                                       | O meu lugar é onde eu quiser, me respeite eu sou Mulher! Compositores:Hugo Miguel Pinto e Leandro Figueiredo | Ana Cruz                                                        | [ 3 ] [ 4 ] [ 5 ]                                               |                       |
| 2021-2022             | Desfiles de Carnavais cancelados devido à Pandemia por COVID-19 | Desfiles de Carnavais cancelados devido à Pandemia por COVID-19                                              | Desfiles de Carnavais cancelados devido à Pandemia por COVID-19 | Desfiles de Carnavais cancelados devido à Pandemia por COVID-19 |                       |
| 2023                  |                                                                 | Luzes, Câmara, Acção!!!                                                                                      | Joana Caçoeiro                                                  |                                                                 |                       |